# Esclavos visigodos
Los esclavos constituían el más bajo de los estratos sociales del Reino Visigótico.

## Tipos de esclavitud en laHispania visigoda
Los esclavos se dividían en idoneus o domésticos y vilior o rústicos. Los esclavos idonei desempeñaban a veces algunos oficios artesanales. Los vilissimi o rusticani o rustici se ocupaban esencialmente de las tareas agrícolas en las propiedades de los terratenientes.
Los «esclavos del Tesoro» tenían una consideración especial: algunos podían acceder al servicio del rey y a menudo llegaban a tener subesclavos propios y propiedades de cierta importancia, que solo podían vender, con permiso del rey, a otros esclavos del Tesoro.

## Legislación sobre esclavos
Las manumisiones de los esclavos eran efectuadas por sus dueños, pero los esclavos reales podían ser liberados por los agentes de las propiedades, aunque desde Chindasvinto se exigió la firma del rey para ello. También con este rey se decidió que los esclavos del Tesoro podrían prestar testimonio en los tribunales sin ser torturados (hasta entonces los esclavos debían testificar bajo tortura). 
Chindasvinto estableció, no obstante, para los otros esclavos que solo podrían ser torturados si el acusado se obligaba a entregar al dueño del esclavo acusado otro esclavo de igual valor si el primero resultaba ser inocente, moría en las sesiones de tortura o resultaba dañado irreversiblemente (el juez que le provocara la muerte también tendría que entregar al propietario un esclavo de igual valor). Los esclavos no podían demandar a los hombres libres, pero Chindasvinto lo autorizó si el dueño estaba alejado más de setenta kilómetros (tanto en nombre de su amo como en el propio), aunque en todo caso no podría demandar a su dueño; en tales casos los libres demandados deberían comparecer y pagar una compensación si perdían el pleito. Si el esclavo no podía probar las acusaciones, debía pagar al demandado la indemnización fijada a los que perdían los casos (multa de cinco sueldos) salvo que el pleito fuera por una cuantía de menos de diez sueldos, en que solo debería pagarse la mitad de la multa o indemnización indicada. Se sabe que la Iglesia poseía numerosos esclavos, probablemente varios miles en cada obispado: la mayoría trabajaban en tierras eclesiásticas, otros eran «partifices» (artesanos) y otros auxiliares domésticos. Parece que entre los esclavos del Tesoro había algunos que eran clérigos, los cuales estaban ligados de por vida a una Iglesia (seguramente en tierras reales) y pagaban el «impuesto de capitación». Algunos poseían bastantes recursos y llegaron a fundar iglesias. Los esclavos liberados pudieron entrar en el clero después del 589 si sus antiguos propietarios renunciaban a todos sus derechos sobre ellos. Los esclavos manumitidos y sus descendientes quedaban perpetuamente bajo el patronato de la Iglesia.

### Persecución de esclavos
La huida de esclavos debía ser frecuente, y se legisló sobre ello. En tiempos de Leovigildo, un hombre que ocultase a un esclavo huido más de una semana, debería entregar al legítimo propietario dos esclavos de igual valor que el escondido.
Cuando alguien desconocido era alojado en casa de otro hombre, éste debía presentar al huésped ante el juez en el plazo máximo de ocho días (antes del octavo día). El juez efectuaría las averiguaciones pertinentes; si el forastero llegaba a una zona cercana a los límites de una provincia, el que le alojara debía comunicarlo el mismo día de la llegada o como máximo el día siguiente.
El hombre que daba hospitalidad a un esclavo huido por un plazo de veinticuatro horas o menos, no podía ser acusado si juraba al propietario del fugado que no conocía la condición de éste. Pero si se sabía que se trataba de un esclavo fugitivo, el alojador debía compensar al dueño con dos esclavos de igual valor que el huido (que además, evidentemente, volvía a poder de su amo). Si el esclavo huido no podía ser encontrado, el que le alojara a sabiendas debería entregar a su dueño tres esclavos del mismo valor que el fugado.
Las mismas penas que regían por alojar a sabiendas a un esclavo fugado, estaban en vigor por incitar a un esclavo a la huida, es decir, debían pagarse dos esclavos del mismo valor, y tres si no era encontrado. Si un esclavo huido era apresado y alguien lo liberaba, debería pagar una multa de diez sueldos y si no pudiera pagar, recibiría cien latigazos, quedando obligado después a encontrar al fugitivo, y en caso de no poder localizarlo y entregarlo a su dueño, debería entregar un esclavo de igual valor que el fugado, y si no pudiera hacerlo, él mismo se convertiría en esclavo del propietario del esclavo fugado.
Aquel que capturaba a un esclavo huido y lo devolvía a su amo, recibía una recompensa: un tercio de sueldo si lo había capturado a menos de treinta millas, un sueldo si lo capturaba en una distancia hasta cien millas, dos sueldos hasta doscientas millas, cinco sueldos hasta quinientas millas, y así proporcionalmente. Los esclavos huidos que permanecían libres solo consolidaban su libertad por prescripción a los cincuenta años. Si eran capturados antes de prescribir, sus ganancias y bienes obtenidos en el periodo de libertad pasaban a su dueño. Un esclavo huido que se hiciere pasar por un hombre libre, podía casarse legalmente con una mujer libre (o al revés) y los hijos del matrimonio serían libres aun cuando se descubriese la verdadera condición social del padre o madre. En caso de ser descubierto, para mantener la unión con el cónyuge se precisaba el consentimiento del propietario (con Ervigio los hijos pasaron a ser esclavos y propiedad del propietario del padre o madre descubiertos).
Todas estas leyes permanecieron en vigor casi todo el siglo VII, y solo con Ervigio se hicieron algunas modificaciones, hasta que Égica publicó una nueva ley que aparece comentada más detalladamente en la parte legislativa posterior a Recesvinto.

### Carácter hereditario de la esclavitud
Los esclavos procedían mayoritariamente de la condición hereditaria de quien ostentaba tal condición, aunque existía un mercado de esclavos europeo, pero al parecer sin la importancia de antaño. Muchos esclavos procedían de gente condenada por los tribunales a pasar a esta categoría.